# Archosauromorpha
Archosauromorpha är en infraklass med kräldjur. Dom innehåller bland annat Archosauria, dvs krokodildjur, dinosaurier (inklusive fåglar) och pterosaurier. Därtill finns fler grupper, vissa är dock utdöda.